# Coryphopteris dura
Coryphopteris dura är en kärrbräkenväxtart som först beskrevs av Edwin Bingham Copeland, och fick sitt nu gällande namn av Holtt. Coryphopteris dura ingår i släktet Coryphopteris och familjen Thelypteridaceae. Inga underarter finns listade.